# John et Lorena Bobbitt

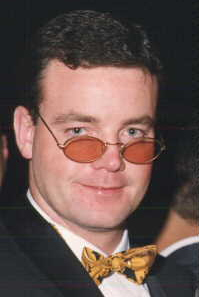
John Bobbitt.

John Wayne Bobbitt (né le 23 mars 1967 à Buffalo New York) et Lorena Leonor Gallo de Bobbitt (née en 1970 à Bucay, Équateur) forment un couple américain (mariés le 18 juin 1989 et divorcés en 1995) qui s'est fait connaître à la suite d'un fait divers en 1993, lorsque Lorena coupa le pénis de son mari avec un couteau de cuisine. Elle a justifié son acte par le fait de mettre un terme à la violence conjugale qu'elle subissait.

## L'agression
La nuit du 23 juin 1993, Lorena Bobbitt coupe le pénis de son mari avec un couteau de cuisine pendant qu'ils étaient au lit dans leur maison de Manassas (Virginie). Elle s'enfuit ensuite avec le morceau tranché qu'elle jette par la fenêtre de sa voiture. La police parvient tout de même à retrouver le morceau qui sera recousu chirurgicalement.
Lorena Bobbitt déclare à la police qu'elle avait coupé le pénis de son mari parce qu'en rentrant de soirée alcoolisé il l’avait violée. L'accent fut mis aussi sur le fait qu'il était violent, la battait souvent et l'avait obligée à avorter.
Lors du procès en 1994, elle n'est pas reconnue coupable, la défense ayant vu l'acte de Lorena à la fois comme un accès de folie passagère et comme motivé par la défense contre John, mais elle est tout de même obligée de passer 45 jours dans un hôpital psychiatrique.
John, quant à lui, est acquitté en septembre 1993 d'une plainte pour agression sexuelle sur sa femme.

## Depuis l'agression
Lorena et John Bobbitt divorcent en 1995, après six années de mariage.

### John Bobbitt
John devient acteur pornographique, afin de financer son opération, et tourne dans trois films : John Wayne Bobbitt… Uncut, Buttman at Nudes a Poppin' 2, et Frankenpenis. 
En 1996, John Bobbitt déménage au Nevada, où il travaille dans un lupanar. Il entretient une relation avec Taylor Hayes, une actrice pornographique (qui bénéficiera de sa notoriété). Par la suite, il devient barman, chauffeur de limousine, conducteur d'engins de chantiers…
Ruiné, il parie avec Howard Stern de se faire ragrandir le pénis. L'opération sera plutôt un échec et il reste avec le même sexe.

### Lorena Gallo
Lorena Bobbitt changera son nom pour reprendre son nom de jeune fille, Gallo. En décembre 1997, elle est accusée d'agression sur sa mère, Elvia Gallo, pendant que cette dernière regardait la télévision. Quatre mois plus tard elle est acquittée faute de preuve à charge contre elle.
Elle devient un symbole, pour les organisations féministes, de la femme se rebellant face à un mari qui la battait. Lors de son acquittement, elles ont manifesté leur satisfaction.

### Dans la culture populaire
Les Blaireaux, un groupe de musique français, composent une chanson nommée Le Dromadaire qui raconte d'une façon humoristique et tordue l'histoire de ce qui est arrivé à John Bobbitt.
Une réplique de Fight Club fait référence à ce fait divers : « Ça aurait pu être pire… une femme aurait pu te couper la pine pendant ton sommeil et la balancer par la fenêtre d'une bagnole. »
Weird Al Yankovic (bien connu pour ses parodies de clips aux US) a repris et mis en scène ce fait divers, ainsi que quelques autres qui avaient défrayé la chronique de l'époque, dans sa chanson Headline news.
Dans la série télé Eureka, un informaticien fait référence au virus fictif « Lorena Bobbitt virus » et explique : « Il découpe votre disque dur en disquettes de 3 pouces et demi », ce qui le fait rire aux éclats.
SNFU, groupe punk hardcore canadien, a nommé Bobbit le troisième morceau de son album Fyulaba sorti en 1996.
Ballast, groupe punk hardcore canadien, a nommé Lorena Bobbit le deuxième morceau de son album Sound Asleep sorti en 2005.
Le rappeur Eminem cite Lorena Bobbitt dans sa chanson Vegas.
Le ver marin Eunice aphroditois est nommé Bobbit worm (ver Bobbit) en anglais car il semble que la femelle du ver coupe le pénis du mâle, pendant l'accouplement, pour qu'il serve de nourriture à sa progéniture.
Dans l'épisode 11 de la saison 9 de Shameless (série télévisée, 2011), lors d'une scène comique où un homme se cache dans la salle de bain car il a changé d'avis et refuse de se rendre à un rendez-vous médical afin de subir une vasectomie, sa partenaire qui l'attend lui lance une réplique faisant référence à ce fait divers : "Kevin Ball, get your a** here right now, before I Lorena Bobbitt you myself." ("Kevin Ball, sors ton c** de là tout de suite, ou je te Lorena Bobbitt moi-même." traduction libre).
John Wayne Bobbitt est également mentionné dans l'épisode 3 de la saison 9 de la série américaine The Office.
L'humoriste français Michel Leeb mentionne le couple et son fait de gloire dans son spectacle Qu'est-ce que sexe ?.
Dans l'episode 6 de la saison 18 de Familly Guy, Peter Griffin mentionne Lorena Bobbit
Dans l’épisode 12 de la saison 4 de Ma famille d’abord, Michael parle de Lorena Bobbit alors qu’il menace de castrer le petit ami de Claire, Tony.
Dans l'épisode 5 de badnews par Davy Mourier, mentionne le couple.